# Formule Régionale

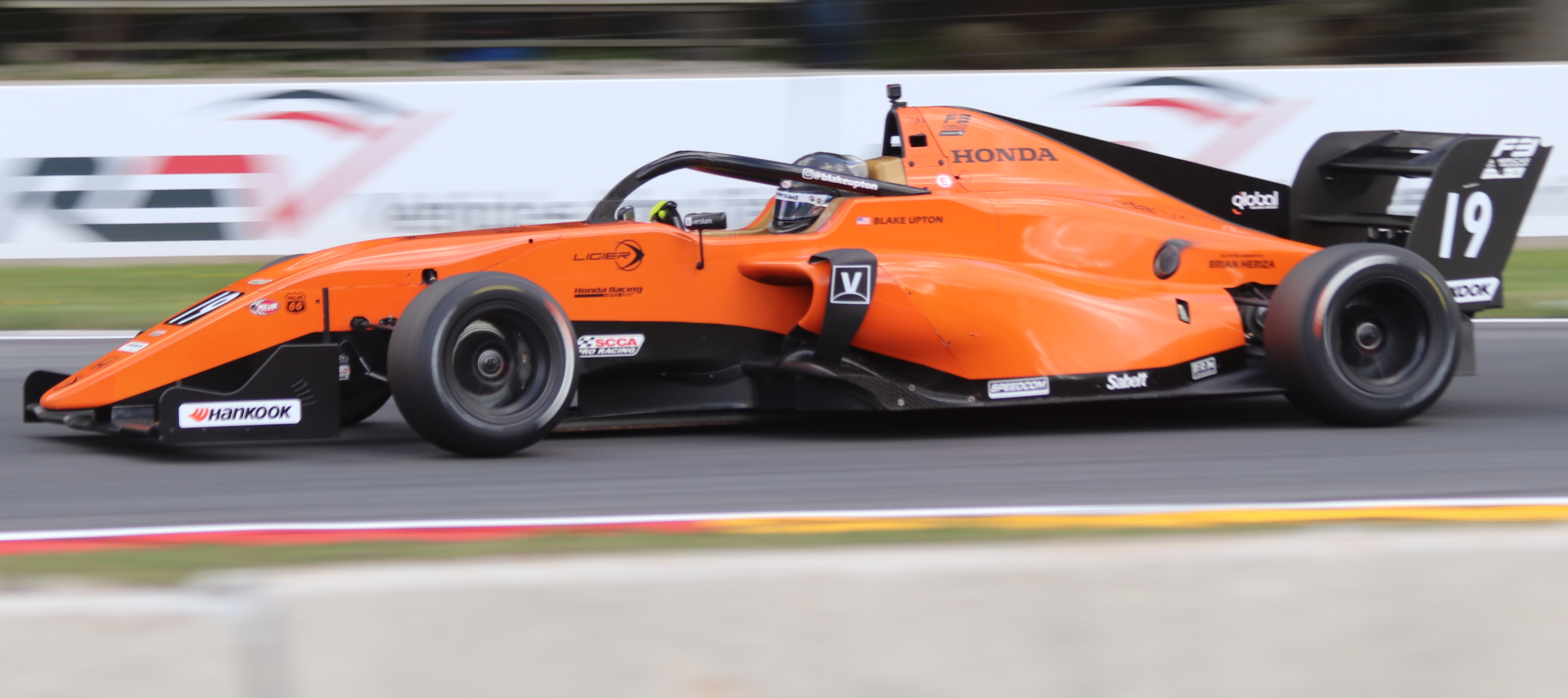
La Ligier/Crawford de Blake Upton en F3 Americas.

La Formule 3 Régionale, également appelée Formule Régionale (ou FR), est une catégorie de compétition automobile de type monoplace. Réglementée par la Fédération internationale de l'automobile, la catégorie FR sert d'étape de sélection parmi les jeunes pilotes de course souhaitant devenir professionnel et/ou accéder aux catégories supérieures. 
Créée en 2018, la catégorie se situe entre la Formule 3 et la Formule 4 dans la hiérarchie des monoplaces. Bien que le nom de la catégorie soit « Formule 3 régionale » (Regional Formula 3), les championnats de cette catégories utilisent l'appellation commerciale « Formule Régionale » (en anglais « Formula Regional ») pour la distinguer de la Formule 3.

## Fiche technique
La catégorie Formule 3 régionale est codifiée dans l'article 275 de l'annexe J du Code sportif international, rédigé par la FIA et voté par le Conseil mondial du sport automobile.

## Épreuves

### Compétitions en cours
| Région           | Championnat                                          | Appellation originale                            | Cer. | Monoplace                               | Début |
| ---------------- | ---------------------------------------------------- | ------------------------------------------------ | ---- | --------------------------------------- | ----- |
| Europe           | Championnat d'Europe de Formule Régionale par Alpine | Formula Regional European Championship by Alpine | FIA  | Tatuus F.3 T-318 Alpine                 | 2019  |
| Moyen-Orient     | Championnat du Moyen-Orient de Formule Régionale     | Formula Regional Middle East Championship        | FIA  | Tatuus F.3 T-318 Alfa Romeo/Autotecnica | 2018  |
| Amérique du Nord | Championnat des Amériques de Formule Régionale       | Formula Regional Americas Championship           | FIA  | Ligier/Crawford JSF3 Honda              | 2018  |
| Japon            | Championnat du Japon de Formule Régionale            | Formula Regional Japanese Championship           | FIA  | Dome F111/3 Alfa Romeo/Autotecnica      | 2020  |
| Nouvelle-Zélande | Championnat d'Océanie de Formule Régionale           | Formula Regional Oceania Championship            | FIA  | Tatuus FT-60 Toyota                     | 2023  |
| Inde             | Championnat d'Inde de Formule Régionale              | Formula Regional Indian Championship             | FIA  | Tatuus F.3 T-318 Alfa Romeo/Autotecnica | 2023  |
| États-Unis       | Formula Pro USA FR Western Championship              | Formula Pro USA FR Western Championship          |      | Ligier/Crawford JSF3 Honda              | 2020  |
| France           | Ultimate Cup Series Formula Challenge                | Ultimate Cup Series Formula Challenge            |      | Tatuus F.3 T-318 Renault FR19           | 2020  |
| Europe           | Eurocup-3                                            | Eurocup-3                                        |      | Tatuus F.3 T-318 Alfa Romeo/Autotecnica | 2023  |

### Compétitions disparues
| Région           | Championnat             | Appellation originale   | Cer. | Monoplace                               | Années    |
| ---------------- | ----------------------- | ----------------------- | ---- | --------------------------------------- | --------- |
| Europe           | Formula Renault Eurocup | Formula Renault Eurocup | FIA  | Tatuus F.3 T-318 Renault FR19           | 2019-2020 |
| Nouvelle-Zélande | Toyota Racing Series    | Toyota Racing Series    |      | Tatuus F.3 T-318 Toyota FT60            | 2020-2022 |
| Monde            | W Series                | W Series                |      | Tatuus F.3 T-318 Alfa Romeo/Autotecnica | 2019-2022 |

| Icône | Catégorie           |
| ----- | ------------------- |
| FIA   | Certifié par la FIA |